# Antonio Nitto
Antonio Ciro Giuseppe Nitto (* 2. Dezember 1938 in Rom; † 2. August 2023 in Mailand) war ein italienischer Eisschnellläufer.
Nitto, der für den GSI Lanerossi startete, nahm von 1953 bis 1962 an nationalen Wettbewerben teil. International trat er erstmals bei der Mehrkampfeuropameisterschaft 1959 in Göteborg in Erscheinung, wo er den 34. Platz im Großen Vierkampf errang. In den folgenden Jahren lief er bei den Olympischen Winterspielen 1960 in Squaw Valley auf den 36. Platz über 500 m, auf den 31. Rang über 5000 m sowie auf den 25. Platz über 1500 m und bei der Mehrkampfweltmeisterschaft 1961 in Göteborg auf den 33. Platz im Großen Vierkampf. Seine beste Platzierung bei italienischen Mehrkampfmeisterschaften erreichte er in den Jahren 1958 und 1960 mit dem dritten Platz. Nachdem er im Alter von 23 Jahren seine Sportlerkarriere beendet hatte, nahm er von 1999 bis 2012 nochmals an Seniorenwettbewerben teil. Zudem war er zehn Jahre Präsident des Eislaufclubs Geas Ghiaccio.

## Persönliche Bestleistungen
| Disziplin | Zeit        | Datum           | Ort                  |
| --------- | ----------- | --------------- | -------------------- |
| 500 m     | 43,6 s      | 28. Januar 1961 | Madonna di Campiglio |
| 1000 m    | 1:28,3 min  | 25. Januar 1961 | Madonna di Campiglio |
| 1500 m    | 2:13,9 min  | 21. Januar 1961 | Madonna di Campiglio |
| 3000 m    | 4:56,2 min  | 30. Januar 1960 | Davos                |
| 5000 m    | 8:15,8 min  | 28. Januar 1961 | Madonna di Campiglio |
| 10.000 m  | 17:00,3 min | 21. Januar 1961 | Madonna di Campiglio |